# Ligne de Coudekerque-Branche aux Fontinettes
La ligne de Coudekerque-Branche aux Fontinettes est une ligne ferroviaire, électrifiée, en grande partie à voie unique (six kilomètres sont à double voie). Elle relie la gare de Coudekerque-Branche, à proximité de Dunkerque, dans le département du Nord, à la gare des Fontinettes, à proximité de Calais, dans le département Pas-de-Calais, en région Hauts-de-France.
Elle constitue la ligne no 304 000 du réseau ferré national.

## Historique
La ligne « de Dunkerque à Calais par Gravelines » est concédée à titre éventuel par une convention signée le 22 mai 1869 entre le ministre des Travaux Publics et Messieurs Anatole de Melun, conte Charles Werner de Mérode, Louis Dupont, Florimond de Coussemaker, Isidore-David Portau, Benjamin Labarbe. Cette convention est approuvée à la même date par un décret impérial. Elle est déclarée d'utilité publique par une loi le 15 septembre 1871 rendant la concession définitive.
La construction de cette ligne est entreprise par la Compagnie des chemins de fer du Nord-Est qui s'est substituée aux concessionnaires initiaux. La ligne est achevée le 10 août 1876. Toutefois, dès le 17 décembre 1875, la Compagnie des chemins de fer du Nord-Est signe un traité avec la Compagnie des chemins de fer du Nord pour l'exploitation jusqu'à l'échéance de la concession de l'ensemble des lignes dont elle est concessionnaire. Ce traité est approuvé par un décret le 20 mai 1876.
La ligne est rattachée au réseau de Compagnie des chemins de fer du Nord selon les termes d'une convention signée entre le ministre des Travaux publics et la compagnie le 5 juin 1883. Cette convention est approuvée par une loi le 20 novembre suivant. Toutefois, la Compagnie des chemins de fer du Nord n'en deviendra pleinement concessionnaire qu'à la suite d'un traité passé avec la Compagnie des chemins de fer du Nord-Est le 30 mars 1889 et approuvé par une loi le 7 février 1890.
En 1915, une seconde voie a été posée sur l'ensemble de la ligne.  Elle sera déposée après la guerre entre la bifurcation de la ferme d'Adriansen et la bifurcation de Coulogne. La seconde voie sera reposée en 1960 entre la bifurcation de la ferme d'Adriansen et la bifurcation de Puyt - Houck.
De 1962 à 1965 a été construit le triage de Grande-Synthe, il possède 32 voies de débranchement.
Le développement du port de Dunkerque aura pour conséquence une électrification partielle en 25 kV - 50 Hz entre Coudekerque et la bifurcation de Puyt-Houck le 11 juillet 1962.
L'électrification complète de cet axe a été inaugurée le 13 décembre 2014,. Le projet représente un coût de 104,5 millions d'euros financés par la Région Nord – Pas de Calais (39,125 M€), l’Europe, au travers du FEDER (30 M€), Réseau ferré de France (17,375 M€), l’État (8 M€), la communauté urbaine de Dunkerque (5 M€), la Communauté d’Agglomération – Cap Calaisis (2,5 M€), la Chambre de Commerce et d’Industrie Côte d’Opale, (2 M€) et le Groupe Eurotunnel (0,5 M€).

## Description de la ligne

### Caractéristiques
Compte tenu de l'absence de relief de la région traversée, cette ligne à un profil très favorable avec des rampes qui n'excèdent pas 3 ‰ sauf deux tronçons très courts où elles atteignent 8‰.

### Infrastructure

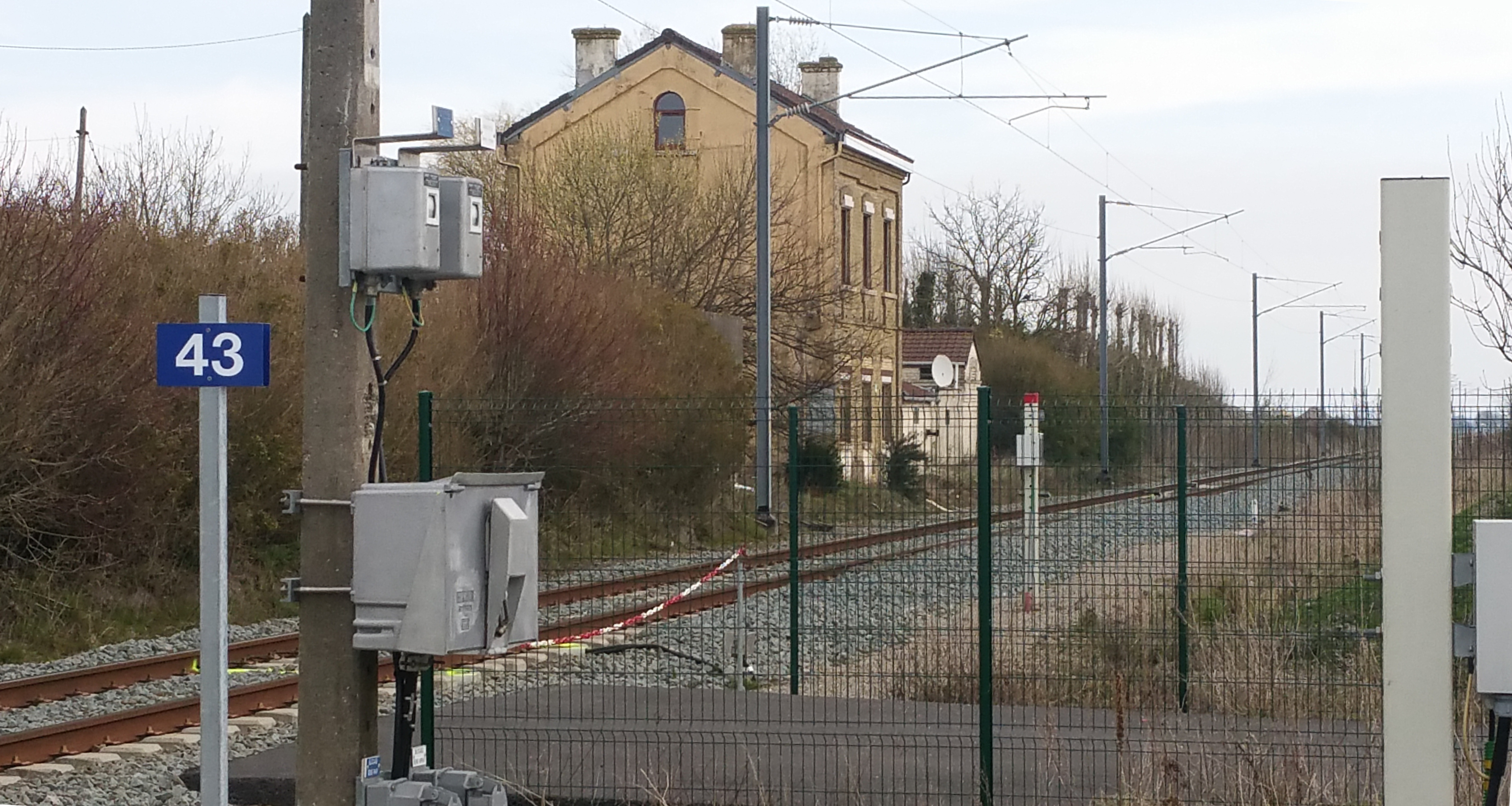
L'ancienne gare de Pont-d'Oye, à Vieille-Église.

La double voie existe sur les six premiers kilomètres (zone du port de Dunkerque) ; le reste de la ligne est à voie unique, jusqu'à la bifurcation de Coulogne.
Il n'existe pas d'ouvrages d'art notables. Ils se limitent à des ponts de faible longueur sur des canaux. Situation assez rare sur les voies principales du réseau ferré national, le pont sur l'Aa à Gravelines est un pont mobile, qui, en s'effaçant, permet le passage des bateaux.

### Vitesses limites
Vitesses limites de la ligne en 2012 pour les AGC et autorails en sens impair (certaines catégories de trains, comme les trains de marchandises, possèdent des limites plus faibles) :
| De (PK)                         | À (PK)                          | Limite (km/h) |
| ------------------------------- | ------------------------------- | ------------- |
| Dunkerque-Ville (BV)            | Bif. de Puyt-Houck-Est (PK 9,4) | 80            |
| Bif. de Puyt-Houck-Est (PK 9,4) | Gravelines BV                   | 100           |
| Gravelines BV                   | PK 40,6                         | 120           |
| PK 40,6                         | Calais-Ville                    | 30            |